# 强基计划
强基计划，全称基础学科招生改革试点，是中华人民共和国教育部在2020年开展的普通高等学校招生改革工作，主要选拔有志于服务国家战略需求，且综合素质优秀或基础学科（数学、物理学、化學、信息科学、生物学及歷史學、哲学、古文字学等）拔尖的学生。截至2022年，强基计划高校尚限于39所一流大学建设高校。

## 历史
2020年1月15日，中华人民共和国教育部发文，取消自主招生，用强基计划（基础学科招生改革试点）取而代之进行招生。

## 录取原则
所有考生都要参加中华人民共和国的普通高等学校招生全国统一考试。考生按照85％的高考成绩和15％的校测成绩的总成绩排序，由高到低录取。录取计划数，分省安排。有的大学只对部分省市开展“强基计划”试点，例如，国防科技大学2020年只在湖南、山东、河南、辽宁、四川、江西和贵州等7个省份进行强基计划的招生。
不是所有人都有资格参加校测，有资格参加校测的人被称为“入围”，入围方式有且只有两种：
1. 填报某个大学的“强基计划”志愿（只能填一个），高考成绩进入计划招生数的一定倍数内。（这个倍数，由各高校在高考前自行决定并发布。例如某学校计划在某省强基计划招10人，事先规定3倍，则填报该校的该省考生，按高考排名前30名有资格入围。
2. 破格入围：有突出特长的考生，要求获得五大学科（数学、物理学、化学、生物、信息学）的国家级奥林匹克竞赛获二等奖，且高考考分超过该省一本线（批次合并省市为特殊类型招生控制线）。

## 强基计划录取流程
1. 高考前，该39所高校发布招生章程，规定入围倍数，破格入围标准以及校测形式（一般为笔试）。
2. 考生参加普通高等学校招生全国统一考试。
3. 考生填报强基计划志愿。只能填报一所高校。该批次位于所有普通高校招生批次的开头。在高考后出分前，考生要确认所填报的专业以及是否服从调剂，如果成功入围，是否参加后续考核环节。考生确认后，将無法修改專業[3]。
4. 确定入围考生名单并公示。
5. 按照规定组织校测，缺席校测者，直接作淘汰处理，而不是校测记零分。
6. 把考生高考成绩和校测成绩，按照高考占0.85，校测占0.15的方式加权求和得到最终成绩，按照这个成绩对入围考生进行排名。
7. 名次在招生计划数内，予以录取，否则淘汰。
8. 被淘汰的考生和其他考生一起，参加下一批次的招生，相互之间没有任何区别。被录取的考生无法放弃录取资格。

## 试点学校
截至2022年，有39所一流大学建设高校有资格进行强基计划的招生。这些学校为：

| - 北京大学 - 中国人民大学 - 清华大学 - 北京航空航天大学 - 北京理工大学 - 中国农业大学 - 北京师范大学 - 中央民族大学 - 南开大学 - 天津大学 | - 大连理工大学 - 吉林大学 - 哈尔滨工业大学 - 复旦大学 - 同济大学 - 上海交通大学 - 华东师范大学 - 南京大学 - 东南大学 - 浙江大学 | - 中国科学技术大学 - 厦门大学 - 山东大学 - 中国海洋大学 - 武汉大学 - 华中科技大学 - 中南大学 - 中山大学 - 华南理工大学 - 四川大学 | - 重庆大学 - 电子科技大学 - 西安交通大学 - 西北工业大学 - 兰州大学 - 国防科技大学 - 东北大学 - 湖南大学 - 西北农林科技大学 |